# Team Picnic PostNL/Saison 2025
Diese Liste beschreibt die Mannschaft und die Siege des UCI WorldTeams Picnic PostNL in der Saison 2025.

## Mannschaft
| Teamkader 2025                         | Teamkader 2025    | Teamkader 2025         | Teamkader 2025                               |
| Name                                   | Geburtsdatum      | Land                   | Vorheriges Team                              |
| -------------------------------------- | ----------------- | ---------------------- | -------------------------------------------- |
| Tobias Lund Andresen                   | 20. August 2002   | Dänemark               | Development Team DSM (2022)                  |
| Romain Bardet (1. Jan.–15. Jun., Anm.) | 9. November 1990  | Frankreich             | AG2R La Mondiale (2020)                      |
| Warren Barguil                         | 28. Oktober 1991  | Frankreich             | Arkéa-Samsic (2023)                          |
| Pavel Bittner                          | 29. Oktober 2002  | Tschechien             | Development Team DSM (2022)                  |
| Romain Combaud                         | 1. April 1991     | Frankreich             | Nippo-Delko One Provence (2020)              |
| John Degenkolb                         | 7. Januar 1989    | Deutschland            | Lotto-Soudal (2021)                          |
| Robbe Dhondt                           | 25. Juni 2004     | Belgien                | Development Team dsm-firmenich PostNL (2024) |
| Matthew Dinham                         | 9. April 2000     | Australien             | Team BridgeLane (2022)                       |
| Patrick Eddy                           | 17. Oktober 2002  | Australien             | Development Team DSM-Firmenich (2023)        |
| Alexander Edmondson                    | 22. Dezember 1993 | Australien             | BikeExchange-Jayco (2022)                    |
| Nils Eekhoff                           | 23. Januar 1998   | Niederlande            | Development Team Sunweb (2019)               |
| Sean Flynn                             | 2. März 2000      | Vereinigtes Königreich | Tudor Pro Cycling Team (2022)                |
| Chris Hamilton                         | 18. Mai 1995      | Australien             | Avanti IsoWhey Sports (2016)                 |
| Fabio Jakobsen                         | 31. August 1996   | Niederlande            | Soudal Quick-Step (2023)                     |
| Bjoern Koerdt                          | 20. Juli 2004     | Vereinigtes Königreich | Club Cycliste d'Étupes (2024)                |
| Gijs Leemreize                         | 23. Oktober 1999  | Niederlande            | Jumbo-Visma (2023)                           |
| Enzo Leijnse                           | 16. Juli 2001     | Niederlande            | Development Team DSM-Firmenich (2023)        |
| Niklas Märkl                           | 3. März 1999      | Deutschland            | Development Team Sunweb (2020)               |
| Tim Naberman                           | 11. Mai 1999      | Niederlande            | Development Team DSM (2021)                  |
| Oscar Onley                            | 13. Oktober 2002  | Vereinigtes Königreich | Development Team DSM (2022)                  |
| Max Poole                              | 1. März 2003      | Vereinigtes Königreich | Development Team DSM (2022)                  |
| Timo Roosen                            | 11. Januar 1993   | Niederlande            | Jumbo-Visma (2023)                           |
| Julius van den Berg                    | 23. Oktober 1996  | Niederlande            | EF Education-EasyPost (2023)                 |
| Frank van den Broek                    | 28. Dezember 2000 | Niederlande            | Development Team DSM-Firmenich (2023)        |
| Casper van Uden                        | 22. Juli 2001     | Niederlande            | Development Team DSM (2022)                  |
| Kevin Vermaerke                        | 16. Oktober 2000  | Vereinigte Staaten     | Hagens Berman Axeon (2020)                   |
| Bram Welten                            | 29. März 1997     | Niederlande            | Groupama-FDJ (2023)                          |
| Guillermo Juan Martinez                | 21. November 2004 | Kolumbien              | Q36.5 Continental (2024)                     |
|                                        |                   |                        |                                              |
| Quelle: ProCyclingStats                |                   |                        |                                              |

Anmerkung: Romain Bardet, Karriereende des Sportlers

## Siege
| Siege    | Siege              | Siege      | Siege  | Siege                | Siege |
| Datum    | Rennen             | Staat      | Klasse | Sieger               |       |
| -------- | ------------------ | ---------- | ------ | -------------------- | ----- |
| 30. Jan. | Surf Coast Classic | Australien | 1.1    | Tobias Lund Andresen |       |
| 19. Mär. | Nokere Koerse      | Belgien    | 1.Pro  | Nils Eekhoff         |       |

## UCI-Weltranglisten-Platzierungen
| UCI-Ranking | UCI-Ranking | UCI-Ranking | UCI-Ranking |
| Fahrer      | Fahrer      | Land        | Punkte      |
| ----------- | ----------- | ----------- | ----------- |